# Exosoma lusitanicum
La galeruca de los narcisos (Exosoma lusitanicum) es una especie de insecto coleóptero de la familia Chrysomelidae. Se distribuye por el Paleártico: sur de Europa, norte de África y Oriente Próximo. Fue descrito en 1767 por Carolus Linnaeus.

## Descripción
Mide de 6,5 a 10 mm de longitud.
En el adulto (imago), el abdomen, la placa exoesquelética dorsal (pronoto) y los élitros son de color naranja, a veces con tonos más claros o amarillentos. La cabeza, las antenas, las patas y el vientre son negros.
Para diferenciar bien la especie, hay que fijarse en el segundo segmento de la antena. Es esférico, mientras que el tercero es dos veces más largo que ancho. El protórax es convexo y está finamente punteado, siendo más ancho que largo y estrechándose hacia delante donde llega a ser casi de la misma anchura que la cabeza. Los élitros son más anchos que el prototórax y se encuentran densa y finamente punteados. Entre ellos podemos apreciar el típico escudete negro de esta especie.

## Distribución y hábitat
Se distribuye por zonas cálidas y secas de la región mediterránea occidental (Portugal, España, Francia, Italia, Marruecos, Argelia y Túnez).
Podemos encontrarlo en áreas de bosque bajo, claros de bosques, prebrezales y pastizales de suelos calcáreos.

## Ecología

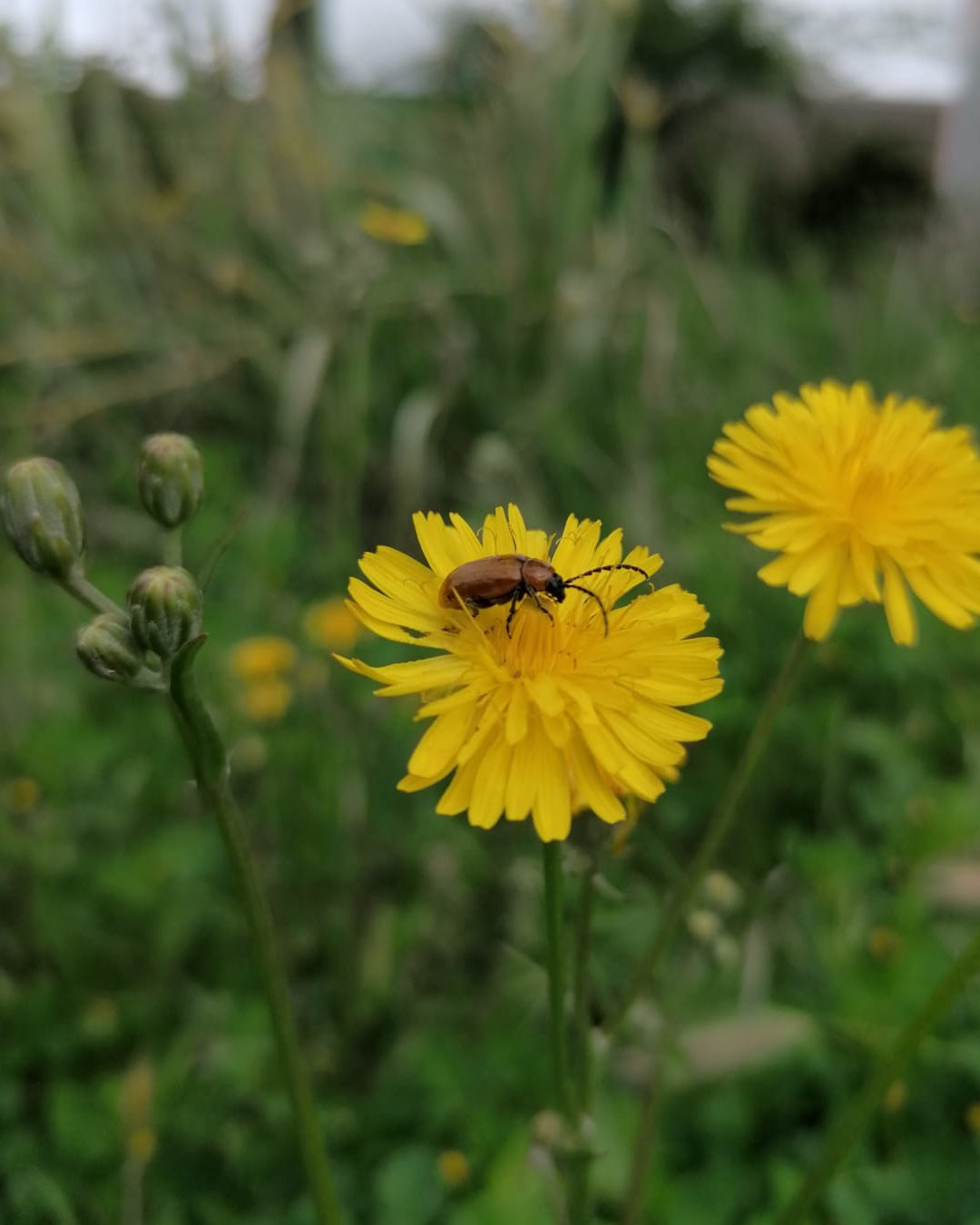
Imago de Exosoma lusitanicum alimentándose de la flor de una asterácea.

Es una especie muy polífaga, pudiendo llegar a constituir una plaga en cultivos de plantas ornamentales y viñedos.
Sus larvas se alimentan de bulbos de Amaryllidaceae (Narcissus spp) y Liliaceae y los adultos se alimentan de las flores, de ahí que en algunas regiones reciba el nombre de galeruca de los narcisos.
Los adultos, aunque pueden alimentarse de las flores de diversas plantas silvestres, tienen una marcada preferencia por las flores de Asteraceae, sobre las que se encuentran frecuentemente grupos de adultos.